# Wicked: The Soundtrack
Wicked: The Soundtrack è la colonna sonora del film omonimo del 2024, pubblicata con doppia etichetta Republic e Verve il 22 novembre 2024, la stessa data dell'uscita nelle sale cinematografiche del film negli Stati Uniti.

## Descrizione
Il film mantiene la colonna sonora originale del primo atto del musical, composta dal compositore originale Stephen Schwartz e prodotta insieme a Greg Wells e Stephen Oremus, eseguita dalla London Symphony Orchestra diretta da Jeff Atmajian negli AIR Studios.
Oltre al cast del film, la colonna sonora è affidata a Cynthia Erivo e Ariana Grande, le due star principali del film, che compaiono ciascuna in sette tracce su 11 presenti nella versione standard.
Mike Knobloch, presidente del dipartimento Musica e Pubblicazione presso NBCUniversal, ha dichiarato che Schwartz, Wells, Oremus e il team di produzione volevano che l'album fosse "un'esperienza uditiva completa e autonoma" dal film stesso. Ha inoltre affermato:
La maggior parte delle parti cantate sono state eseguite dal vivo sul set, rispetto alla registrazione in studio.

## Produzione
Il lavoro sulla colonna sonora è iniziato nelle prime fasi del processo di pre-produzione del film, poiché i numeri musicali avrebbero guidato in larga parte la produzione. Il processo è iniziato con lo sviluppo delle tracce strumentali delle canzoni e la registrazione di demo in fasi. Nel film è stata impiegata una grande orchestra di 85 musicisti, a differenza delle orchestre più piccole utilizzate nelle produzioni di Broadway. Schwartz ha affermato che «c'è questo enorme e magico mondo che Jon Chu ha creato e la musica aveva bisogno di avere le dimensioni per occupare quel mondo. [...] Le canzoni dovevano essere adattate in base all'azione che stavamo vedendo sullo schermo. In alcuni casi, le cose sono state espanse».
Le voci del cast sono state registrate durante le riprese, il che ha richiesto l'intervento dell'ingegnere del suono Simon Hayes, che ha lavorato come fonico dal vivo. Ogni attore era dotato di tre microfoni: un microfono a braccio e due microfoni lavalier. Erano inoltre dotati di monitor in-ear che riproducevano una tastiera dal vivo o la musica preregistrata. Quando alcune restrizioni di ripresa non hanno permesso agli attori di cantare l'intero pezzo dal vivo, le loro esibizioni dal vivo sono state intervallate dalle loro voci preregistrate in studio. Schwartz ha dichiarato: «Il modo in cui le loro voci suonavano nello studio di registrazione doveva corrispondere a come suonavano quando erano su un palcoscenico, e questo era complicato. Avevamo un team tecnico forte ed eravamo molto consapevoli che avremmo dovuto adeguarci».

## Numeri musicali
Popular è stato il primo numero musicale girato per il film. Schwartz, Wells e Oremus proposero di modificarne il ritmo rispetto alla versione musicale del palco e di «renderlo un po' più hip-hop», ma Ariana Grande insistette affinché la canzone rimanesse fedele all'originale. La canzone presenta un finale esteso con ulteriori cambi di tonalità.
Nella canzone One Short Day, Schwartz scrisse una nuova sezione «per mostrare di più della propaganda che il Mago stava diffondendo e per comprendere meglio questo libro magico: l'Orripilario». La nuova sezione è stata interpretata da Idina Menzel e Kristin Chenoweth, che hanno rispettivamente interpretato i ruoli di Elphaba e Glinda a Broadway.
La sequenza di Defying Gravity è stata girata circa un anno dopo l'inizio della produzione, essendo stata ritardata dallo sciopero SAG-AFTRA del 2023. La Erivo ha dichiarato che voleva che la voce del personaggio crescesse durante la canzone. Per quanto riguarda il suo grido di battaglia alla fine della sequenza, «ho sempre mirato a quel momento, perché tutto arriva al culmine. Il tuo corpo, il tuo cervello e la tua mente – e soprattutto il tuo cuore – stanno aspettando di poter emettere quella nota finale, perché è il momento ultimo dove [Elphaba] può diventare se stessa».
Ozdust Duet, una nuova traccia orchestrale, è inclusa come bonus track nelle versioni digitali dell'album: essa combina elementi di Dancing Through Life e For Good, numero che dovrebbe essere incluso nel secondo film.

## Pubblicazione
La colonna sonora è stata pubblicata il 22 novembre 2024: oltre al download digitale e allo streaming, è stato pubblicato anche su CD, LP e picture disc. Versioni esclusive su CD e vinile sono state pubblicate da Target e Barnes & Noble.  Dopo la sua uscita, dal 22 al 24 novembre 2024 si sono tenute feste di ascolto dell'album della colonna sonora nei negozi di musica in tutti gli Stati Uniti.
Il 6 dicembre, in concomitanza della pubblicazione dello score ufficiale, sono state pubblicate come tracce bonus dell'edizione digitale nuove versioni delle tracce Popular e Defying Gravity, private dei dialoghi: quest'ultima è stata inoltre inviata alle radio inglesi.
Il 20 dicembre è stata pubblicata la versione instrumentale sing-along, che include le undici tracce della versione standard senza voci.

### Singoli
La rivista musicale Hits Daily Double ha riportato il 21 novembre 2024 che Defying Gravity e Popular sarebbero stati estratti come singoli. Popular ha fatto il suo debutto radiofonico negli Stati Uniti il 22 novembre 2024, la stessa data di uscita del film e della colonna sonora, come singolo radiofonico mainstream dell'album.

## Accoglienza
| Recensione      | Giudizio |
| --------------- | -------- |
| Daily Telegraph |          |

La colonna sonora è stata accolta positivamente dalla critica. Chris Willman di Variety che ha scritto che «l'album mette un ulteriore punto esclamativo sulla rara brillantezza di Schwartz sia come compositore che come paroliere, alla [Stephen] Sondheim». Oltre a elogiare le performance vocali di Cynthia Erivo e Ariana Grande Grande, Stephen Daw di Billboard ha elogiato l'orchestrazione «pop» aggiornata e la performance vocale di Jonathan Bailey in Dancing Through Life, notando che si tratta di un particolare miglioramento rispetto alla sua controparte originale nella registrazione del cast di Broadway.

### Riconoscimenti
| Anno | Evento                   | Premio                 | Risultato       | Fonte  |
| ---- | ------------------------ | ---------------------- | --------------- | ------ |
| 2025 | Black Reel Awards        | Miglior colonna sonora | Vincitore/trice | [ 40 ] |
| 2025 | iHeartRadio Music Awards | Miglior colonna sonora | Vincitore/trice | [ 41 ] |
| 2025 | NAACP Image Award        | Miglior colonna sonora | Vincitore/trice | [ 42 ] |
| 2025 | American Music Awards    | Miglior colonna sonora | Candidato/a     | [ 43 ] |

## Successo commerciale
Wicked: The Soundtrack è diventata la colonna sonora musicale più ascoltata in streaming su Amazon Music nelle prime 24 ore dalla sua uscita. Nei primi tre giorni dalla sua uscita, Defying Gravity è stato trasmesso in streaming su Spotify 4,9 milioni di volte; Popular ha fatto altrettanto con 4,6 milioni di stream.
Negli Stati Uniti, l'album ha debuttato alla seconda posizione della Billboard 200 con 139 000 unità equivalenti all'album nella sua prima settimana, con 85 000 copie fisiche vendute, costituendo il debutto in classifica più alto nella storia per un adattamento cinematografico di uno spettacolo teatrale.
Nel Regno Unito, Wicked: The Soundtrack ha debuttato al vertice della Compilations Chart, Album Downloads Chart e della Soundtrack Albums Chart, registrando il miglior debutto in classifica per una colonna sonora di musical del decennio e le vendite più alte in formato vinile per una colonna sonora di musical del secolo.

## Tracce
Testi e musiche di Stephen Schwartz.
1. Ariana Grande ft. Andy Nyman, Courtney Mae-Briggs, Jeff Goldblum, Sharon D. Clarke & Jenna Boyd – No One Mourns The Wicked – 7:28
2. Coro dell'Universita di Shiz – Dear Old Shiz – 1:12
3. Cynthia Erivo ft. Michelle Yeoh – The Wizard and I – 5:46
4. Ariana Grande, Cynthia Erivo, Cast – What Is This Feeling? – 3:49
5. Peter Dinklage ft. Cynthia Erivo – Something Bad – 1:48
6. Jonathan Bailey ft. Ariana Grande, Ethan Slater, Marissa Bode & Cynthia Erivo – Dancing Through Life – 9:47
7. Ariana Grande – Popular – 4:01
8. Cynthia Erivo – I'm Not That Girl – 3:56
9. Cynthia Erivo, Ariana Grande, Cast – One Short Day – 6:33
10. Jeff Goldblum – A Sentimental Man – 2:12
11. Cynthia Erivo ft. Ariana Grande – Defying Gravity – 7:37

Traccia esclusiva della versione digitale e del vinile esclusivo del Record Store Day
1. The Wicked Orchestra – Ozborn Duet – 2:11

Traccia esclusive della versione per Apple Music
1. Stephen Schwartz – Commentary – 0:33

Tracce esclusive della riedizione digitale e del CD giapponese
1. Ariana Grande – Popular (Edit) – 2:53
2. Cynthia Erivo feat. Ariana Grande – Defying Gravity (Edit) – 3:33

## Personale

### Produzione
- Stephen Schwartz – produttore
- Greg Wells – produttore, mixing, arrangiatore, tastiera, chitarra, bassi, percussioni, synth programming
- Stephen Oremus – produttore, arrangiatore, direttore d'orchestra
- Jon M. Chu – produttore esecutivo
- Marc Platt – produttore esecutivo
- Maggie Rodford – supervisore musicale
- Robin Baynton – vocal editor supervisore e ingegnere di mixing
- Dominick Amendum – supervisore produzione musicale, arrangiatore, tastiere
- Ariana Grande – produttore vocale
- Cynthia Erivo – produttore vocale
- Laurence Anslow – mixing aggiuntivo
- Jack Dolman – music editor supervisore
- Catherine Wilson – music editor supervisore
- Benjamin Holder – music associate
- Jeff Atmajian – arrangiatore, direttore d'orchestra
- Nick Wollage – ingegnere di registrazione, mixer orchestrale
- Ian Kagey – ingegnere per la registrazione del coro

- John Prestage – fonico
- Jason Soudah – assistente ingegnere melodico
- Laura Beck – ingegnere assistente
- Wil Jones – ingegnere assistente
- George Lloyd-Owen – ingegnere assistente
- Eve Morris – ingegnere assistente
- Sean Phelan – ingegnere assistente
- Jonathan Beard – orchestrazione aggiuntiva
- Ed Trybeck – orchestrazione aggiuntiva
- Henri Wilkinson – orchestrazione aggiuntiva
- Ashley Andrew-Jones – editing orchestrale
- Douglas Romayne – modelli di orchestrazione
- Kevin Kliesch – modelli di orchestrazione
- Jordan Cox – preparazione di arrangiatori principali
- Global Music Service – preparazione musicale
- Aiden Davis – preparazione musicale
- James Reagan – preparazione musicale
- Brad Ritchie – preparazione musicale
- Jeremy Isaac – direttore d'orchestra

### Musicisti
- Richard George – violino
- Fenella Barton – violino
- Mark Berrow – violino
- Daniel Bhattacharya – violino
- Natalia Bonner – violino
- Thomas Bowes – violino
- Charlie Brown – violino
- Ben Buckton – violino
- Emil Chakalov – violino
- Ralph de Souza – violino
- Christina Emanuel – violino
- Dai Emanuel – violino
- Jonathan Evans-Jones – violino
- Nina Foster – violino
- Kathy Gowers – violino
- Raja Halder – violino
- Marianne Haynes – violino
- Philippe Honoré – violino
- Ian Humphries – violino
- Martyn Jackson – violino
- Patrick Kiernan – violino
- Bea Lovejoy – violino
- Dorina Markoff – violino
- Laura Melhuish – violino
- John Mills – violino
- Steve Morris – violino
- Everton Nelson – violino
- Odile Ollagnon – violino
- Oscar Perks – violino
- Tom Pigott-Smith – violino
- Kotono Sato – violino
- Sarah Sexton – violino
- Anna Szabo – violino
- Cathy Thompson – violino
- Clare Thompson – violino
- Michael Trainor – violino
- Matthew Ward – violino
- Debbie Widdup – violino
- Warren Zielinski – violino
- Bruce White – viola
- Laurie Anderson – viola
- Nick Barr – viola
- Catherine Bradshaw – viola
- Reiad Chibah – viola
- Sue Dench – viola
- Clive Howard – viola
- Martin Humbey – viola
- Helen Kamminga – viola
- Peter Lale – viola
- Fiona Leggat – viola
- Lydia Lowndes-Northcott – viola
- Kate Musker – viola
- Andrew Parker – viola
- Bruce White – viola
- Nick Cooper – violoncello
- Adrian Bradbury – violoncello
- Tim Gill – violoncello
- Sophie Harris – violoncello
- Paul Kegg – violoncello
- David Lale – violoncello
- Rachael Lander – violoncello
- Vicky Matthews – violoncello
- Frank Schaefer – violoncello

- Bozidar Vukotic – violoncello
- Bruce White – violoncello
- Tony Woollard – violoncello
- Mary Scully – contrabbasso
- Steve Mair – contrabbasso
- Paul Kimber – contrabbasso
- Roger Linley – contrabbasso
- Rupert Ring – contrabbasso
- Steve Rossell – contrabbasso
- Ben Russell – contrabbasso
- Lucy Shaw – contrabbasso
- Beth Symmons – contrabbasso
- Laurence Ungless – contrabbasso
- Dominic Worsley – contrabbasso
- Karen Jones – flauto
- David Cuthbert – flauto
- Helen Keen – flauto
- Eliza Marshall – flauto
- Tim Rundle – oboe
- Janey Miller – oboe
- Sue Bohling – oboe
- John Anderson – oboe
- John Carnac – clarinetto
- Duncan Ashby – clarinetto
- Anthony Pike – clarinetto
- Nicholas Rodwell – clarinetto
- Gavin McNaughton – bassoon
- Emma Harding – fagotto
- Rachel Simms – fagotto
- Simon Chiswell – fagotto
- Richard Watkins – corno francese
- Nigel Black – corno francese
- Diego Incertis – corno francese
- Corinne Bailey – corno francese
- Phillippa Koush-Jalali – corno francese
- Henry Ward – corno francese
- Alexei Watkins – corno francese
- Paul Booth – sassofono
- Sam Mayne – sassofono
- Nick Moss – sassofono
- Colin Skinner – sassofono
- Jamie Talbot – sassofono
- Philip Cobb – tromba
- Patrick White – tromba
- Daniel Newell – tromba
- Christian Barraclough – tromba
- Kate Moore – tromba
- Gareth Small – tromba
- Andy Wood – trombone
- Ed Tarrant – trombone
- Barry Clements – trombone
- Chris Augustine – trombone
- Jon Stokes – trombone
- Phil White – trombone
- Owen Slade – tuba, cimbasso
- Frank Ricotti – percussioni
- Julian Poole – percussioni
- Gary Kettel – percussioni
- Chris Baron – timpani
- Simon Chamberlain – pianoforte
- Bryn Lewis – arpa
- Hugh Webb – arpa

### Voci aggiuntive
- Wendi Bergamini
- Larkin Bogan
- Ashley Brown
- Michael Cole
- Meg Doherty
- Danny Drewes
- Alyssa Fox
- Caitlyn Gallogly
- Julie Garnyé
- Jesse JP Johnson
- Kristoffer Cusick
- Pablo David Laucerica
- Ross Lekites
- Kara Lindsay
- Michael McCorry Rose
- Desi Oakley

- Allsun O'Malley
- Marissa Rosen
- Michael Seelbach
- Shayna Steele
- Nikki Renee Daniels
- Nicholas Ward
- Derrick Williams
- Max Chambers
- Scarlett Diviney
- Austin Elle Fisher
- Annika Reese Franklin
- Jackson Hayes
- Spencer Lincoln
- Theo Lowenstein
- Skylar Bohon Oremus
- Nora Winer
- Isabella Ye

## Classifiche
| Classifica (2024) | Posizione massima |
| ----------------- | ----------------- |
| Australia         | 3                 |
| Austria           | 17                |
| Belgio (Fiandre)  | 7                 |
| Belgio (Vallonia) | 30                |
| Canada            | 9                 |
| Germania          | 16                |
| Islanda           | 27                |
| Italia            | 42                |
| Norvegia          | 26                |
| Nuova Zelanda     | 3                 |
| Paesi Bassi       | 8                 |
| Portogallo        | 76                |
| Spagna            | 6                 |
| Stati Uniti       | 2                 |
| Svezia            | 37                |
| Svizzera          | 37                |

## Date di pubblicazione
| Paese    | Data di pubblicazione | Formato                              | Edizione      | Nota   |
| -------- | --------------------- | ------------------------------------ | ------------- | ------ |
| Mondo    | 22 novembre 2024      | CD, LP, download digitale, streaming | Standard      | [ 53 ] |
| Mondo    | 6 dicembre 2024       | CD, LP                               | Fan Edition   | [ 54 ] |
| Giappone | 5 marzo 2025          | CD                                   | Japan Edition | [ 55 ] |